# Paradoxornis zappeyi
Paradoxornis zappeyi é uma espécie de ave da família Timaliidae.
É endémica da China.
Os seus habitats naturais são: florestas temperadas e matagal de clima temperado.
Está ameaçada por perda de habitat.